# Куракин, Борис Михайлович
Борис Михайлович Куракин (15.07.1938, г. Гаврилов-Ям Ярославской области — 13.11.2012, Омск) — главный конструктор Омского Конструкторского бюро транспортного машиностроения, лауреат Государственной премии РФ (2003).
Окончил Ярославский автомеханический техникум (1956) и Омский политехнический институт (1969).
В 1956—1962 бригадир, старший техник-конструктор на предприятии п/я 136 в Ярославле.
С 1962 г. — в Омском Конструкторском бюро транспортного машиностроения (КБТМ), в 1994—2003 начальник-главный конструктор. В 2003—2004 советник начальника-главного конструктора ФГУП «КБТМ».
С 2004 на пенсии.
Руководил разработкой специальной техники, модернизацией танков Т-55 и Т-80, созданием новой спецтехники: тяжёлая огнемётная система, тяжёлый механизированный мост, комплект модернизированных переправочно-десантных средств, учебно-действующий стенд командирского танка Т-80 УК, и другие.
Соавтор более 60 изобретений.
Лауреат Государственной премии РФ (2003). Заслуженный конструктор РФ (1996). Почётный машиностроитель РФ (2001). Награждён орденом «Знак Почёта» (1981), медалями.